# Heldmaschine
Heldmaschine  (с нем. — «Машина для героев») — немецкая индастриал-метал группа, образованная в 2011 году в городе Кобленц.  Коллектив относит своё творчество к жанрам Neue Deutsche Härte и  индастриал-метал, отличаясь характерным жёстким электронным звучанием, сливающимся с тяжёлыми гитарными риффами и барабанами. В своей музыке группа часто использует  многочисленные семплы, вокодер вокал и хоровые вставки.

## История
Фактически группа появилась в августе 2011 года, тогда же был выпущен первый сингл «Radioaktiv», премьера которого осуществилась 26 августа 2011, а также одноимённый клип, для съёмки которого был приглашён известный клипмейкер Марк Фойерштаке, работавший ранее с такими командами как «ATB» и «Rammstein». Клип, повествующий о вреде курения, собрал на YouTube 300 000 просмотров, и ознаменовал ошеломительное начало карьеры.
Дальше группа занимается записью альбома и назначает дату выхода 11 ноября. Но сведение песен занимает дополнительное время и выход откладывается на следующий год. Чтобы скрасить ожидание фанатов, 11 декабря выходит сингл «Gammelfleisch». Сам альбом, получивший название «Weichen und Zunder», увидел свет 6 апреля 2012 года. Все песни написаны в стиле NDH, а лирика представлена исключительно на немецком языке. На диск вошло 12 треков, включая выходившие ранее синглами «Gammelfleisch» и «Radioaktiv». Альбом получил положительные отклики в тематических СМИ, включённые в него композиции называли "возвращением к истокам Rammstein" (хотя на сайте MetalViecher отмечают, что песни Heldmaschine  хороши скорее текстом, чем присущей Rammstein грубой мощью). По мнению критика вебзина Rocktimes, тексты первых двух песен одновременно умные и очаровательно двусмысленные, но к концу диска качество падает, тексты становятся излишне прямолинейными и пафосными. Лирика Heldmaschine как в первом, так и в последующих дисках, сочетает в себе в равной мере  острые социальные проблемы, темы несчастной и порочной любви, высмеивание людских пороков, отсылки к Средневековью, умело переплетаясь с чёрным юмором и мистикой.
Летом 2013 года группа принимала участие в записи сингла «Das Gerücht» известной немецкой группы Tanzwut, премьера которого состоялась 18 июля.
20 октября 2013 года Heldmaschine выпускает свой второй клип на песню «Doktor», срежиссированный Майклом Бёдом. 25 октября 2013 года в свет появляется третий сингл коллектива — «Weiter!». Текст сингла связывает эпоху рыцарей и оруженосцев с современными военными годами. По словам критика сайта Rock Fanatics Кристин Линдер, сингл предлагает слушателю типичную для Neue Deutsche Härte музыку, уже знакомую ему по первому диску — жёсткий гитарный звук в сочетании с вариациями на клавишных и мрачный драйв-вокал от Рене Анлауффа.
28 марта 2014 года группа выпускает свой второй студийный альбом «Propaganda», который, как и предыдущий, исполнен практически полностью (за исключением титульной песни) на немецком языке. В альбом входит 12 треков, включая синглы «Weiter!» и «Propaganda». В вебзине Musicheadquarter отмечается, что тексты нового альбома ещё брутальнее, на порядок многограннее, двусмысленнее и провокационнее, и  создают образы, способные потом долго преследовать слушателя (как яркий пример — композиция Todesspiel). Главное, что бросается в глаза, — это уже чётко выработанный стиль и звучание, которое не спутаешь ни с кем другим. Второй диск практически является продолжением первого, так как половина песен была записана ещё в 2012-м году, и многие из них исполнялись на концертах до релиза. В музыке появляется больше жёсткости, мрачности и экспериментов со звучанием.
11 сентября 2014 группа объявила об уходе одного из ведущих гитаристов — Марко Феттера, который был в основном составе с момента образования коллектива; его место на гитаре занял  Деян Станкович.
21 августа 2015 года выходит третий диск группы под названием «Lügen» и клип на заглавную песню «Wer einmal lügt».  C осени 2015 по 10 сентября 2016 Heldmaschine  находились в турне «Lügen».
2 сентября 2016 на официальном канале был показан первый трейлер четвёртого студийного  альбома «Himmelskörper». 10 и 28 октября были показаны второй и третий трейлеры, соответственно. 4 ноября 2016 состоялся выход альбома «Himmelskörper», а также начался тур в его поддержку .
5 августа 2017 года группа впервые выступила на крупнейшем фестивале тяжёлой музыки в мире  Wacken Open Air .
29 декабря Heldmaschine учредили  свой собственный музыкальный  фестиваль под названием Nacht Der Helden, который  прошёл в Оберхаузене на арене Turbinenhalle. Под одной крышей выступили  четыре активно развивающиеся NDH-команды: Heldmaschine, Nachtsucher,  Maerzfeld и Schattenmann. В 2018 году фестиваль повторится снова, но пройдёт уже в двух городах: 28 декабря в Ганновере, а 29 декабря в Оберхаузене. В качестве гостей приглашены такие немецкие группы  как Apron, Maerzfeld  и Stahlmann.
В начале 2018 года Heldmaschine анонсировали выход двойного альбома под названием Live+Laut,  в который вошли  их лучшие хиты в живом концертном исполнении, прошедшие обработку в студии. После чего коллектив отправился в одноимённый тур по Германии, включая поездки в Австрию и Швейцарию.  Чуть позже стала известна и дата релиза  Live+Laut, которая была назначена на  26 января 2018.
Кроме этого, в 2018 году группа выпустит  первый концертный DVD  "Live+Laut",  в котором  ещё раз передаст насыщенную и таинственную атмосферу,  царящую на живых выступлениях,  а также вновь продемонстрирует  мощные спецэффекты, неповторимое световое шоу и  мрачный саунд  для своих поклонников. Трек-лист DVD сильно отличается от одноимённого CD: будут представлены целых 5 концертных песен, не вошедших в аудио-релиз, а также поклонники получат возможность услышать эксклюзивный бонус трек "L", который группа исполнила лишь один раз только для этого релиза.   DVD  "Live+Laut"  выйдет 11 мая 2018 - практически на годовщину записи шоу, которое группа намерена повторить в этот же день в Кобленце.
15 февраля 2019 года группой было выпущено лимитированное издание мини-альбома с 4 новыми песнями, получившее название "Volles Brett". Позже на базе этого мини-альбома был выпущен альбом «Im Fadenkreuz».
В 2023 году выпущен альбом «Flächenbrand».

## Дискография

### Студийные альбомы
- 2012 — Weichen und Zunder
- 2014 — Propaganda
- 2015 — Lügen
- 2016 — Himmelskörper
- 2019 — Im Fadenkreuz
- 2023  — Flächenbrand
- 2025 — Eiszeit

### Extended Play (EP) издания
- 2019 — Volles Brett

### Лайв-альбомы
- 2018 — Live+Laut (26 января)

### Синглы
- 2011: Radioaktiv
- 2011: Gammelfleisch
- 2013: Radioaktiv Remixed
- 2013: Weiter!
- 2014: Propaganda
- 2015: Wer einmal lügt
- 2015: Collateral
- 2016: Sexschuss
- 2020: Radio Show
- 2021: Lockdown
- 2022: Wozu sind Kriege da?
- 2023: Sucht
- 2023: Hast Du Angst
- 2023: Monoton
- 2024: Karl Denke

## Видеография
- Radioaktiv (25 августа 2012)
- Doktor (20 октября 2013)
- Weiter! (24 ноября 2013)
- Propaganda (7 февраля 2014)
- Wer einmal lügt (10 июля 2015)
- Maskenschlacht (9 декабря 2015)
- Sexschuss (16 сентября 2016)
- Die Braut, das Meer (7 апреля 2017)
- Gottverdammter Mensch (3 ноября 2019)
- Radio Show (4 декабря 2020)
- Wozu sind Kriege da? (8 марта 2022)
- Sucht (31 марта 2023)
- Hast du Angst (9 июня 2023)
- Monoton (12 сентября 2023)

## DVD
- Live+Laut (11 мая 2018)